# Фідора (Південна Дакота)
Фідора (англ. Fedora) — переписна місцевість (CDP) в США, в окрузі Майнер штату Південна Дакота. Населення — 26 осіб (2020).

## Географія
Фідора розташована за координатами 44°0′24″ пн. ш. 97°47′22″ зх. д. / 44.00667° пн. ш. 97.78944° зх. д. (44.006667, -97.789562).  За даними Бюро перепису населення США в 2010 році переписна місцевість мала площу 8,70 км², уся площа — суходіл.

## Демографія
Згідно з переписом 2010 року, у переписній місцевості мешкало 37 осіб у 18 домогосподарствах у складі 6 родин. Густота населення становила 4 особи/км².  Було 21 помешкання (2/км²).
Расовий склад населення:
| - 97,3 % — білих - 2,7 % — азіатів |

До двох чи більше рас належало 0,0 %. Частка іспаномовних становила 0,0 % від усіх жителів.
За віковим діапазоном населення розподілялося таким чином: 35,1 % — особи молодші 18 років, 37,9 % — особи у віці 18—64 років, 27,0 % — особи у віці 65 років та старші. Медіана віку мешканця становила 39,5 року. На 100 осіб жіночої статі у переписній місцевості припадало 94,7 чоловіків;  на 100 жінок у віці від 18 років та старших — 118,2 чоловіків також старших 18 років.
Цивільне працевлаштоване населення становило 15 осіб. Основні галузі зайнятості: публічна адміністрація — 46,7 %, фінанси, страхування та нерухомість — 33,3 %, сільське господарство, лісництво, риболовля — 20,0 %.